# Hôtel de ville d'Aix-en-Provence
L'hôtel de ville d'Aix-en-Provence est un hôtel de ville situé à Aix-en-Provence, sur la place de l'Hôtel-de-Ville. 

## Histoire
L'ancien hôtel de ville d'Aix-en-Provence était situé sur la place de l'Annonerie-Vieille. Au XIVe siècle, après la réunion du bourg Saint-Sauveur et de la ville comtale, il fut transporté à l'endroit que nous connaissons actuellement. 
Alors séparé de la tour de l'Horloge par la maison d'un aixois, celle-ci fut acquise et démolie. Ainsi, ce nouvel hôtel de ville est attenant à la Tour. Lors de la Révolution française de 1789, l’hôtel de ville perdit ses ornements tels que des bustes de comte de Provence ou des anges.

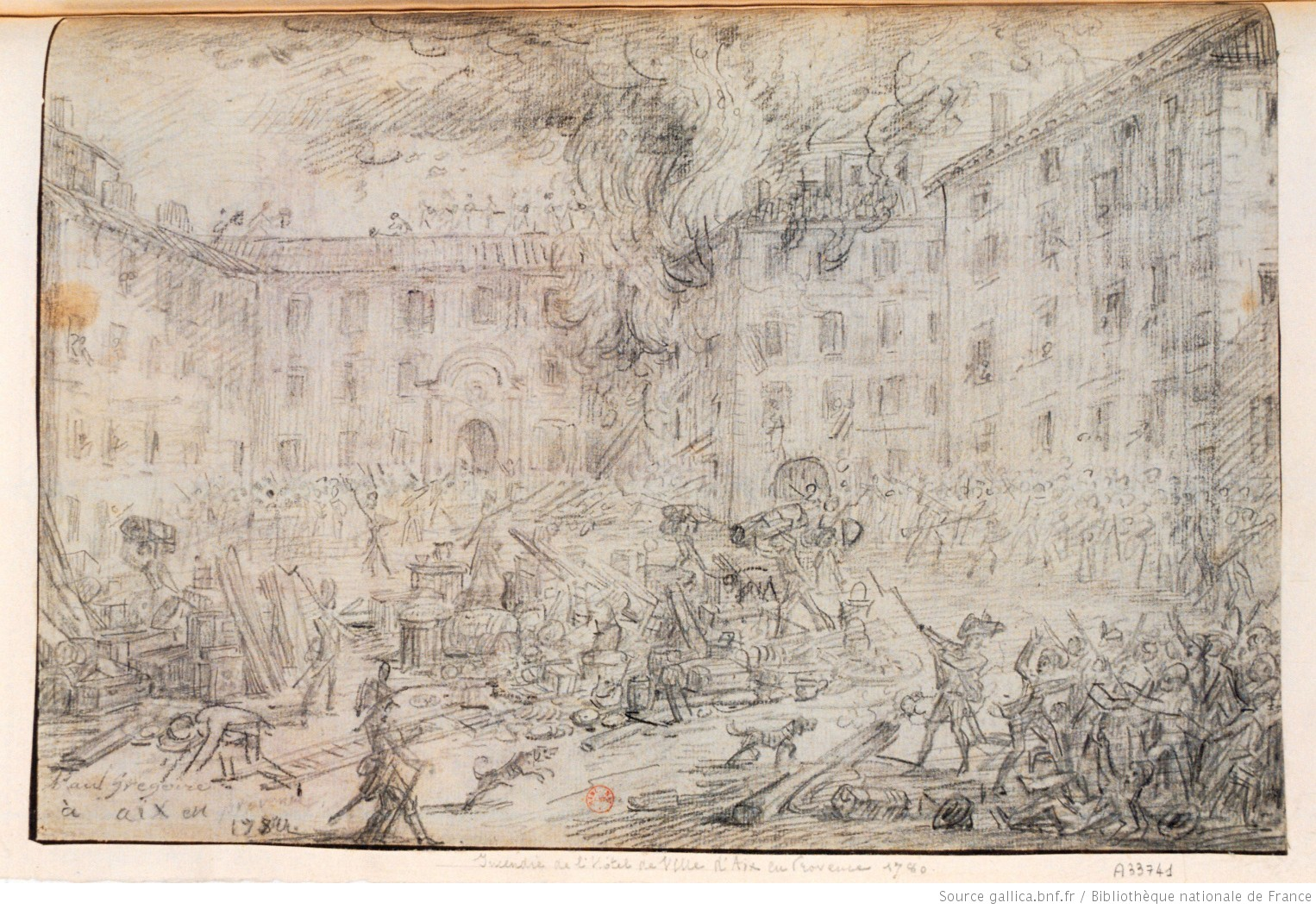
Dessin de l'incendie de l'Hôtel de Ville d'Aix-en-Provence en 1780. Par Paul Grégoire, dessinateur.

Le monument fait l'objet d'un classement au titre des monuments historiques depuis 1995.

## Descriptif du bâtiment
Le bâtiment est l'œuvre de l'architecte aixois Pierre Pavillon, assisté des sculpteurs Rambot et Fossé. La façade serait inspirée des palais italiens.
Chaque étage, comprenant cinq fenêtres, est séparé par une frise. Celle du rez-de-chaussée est à triglyphe et rosaces, comme à l'hôtel de Lestang-Parade, et celle du premier étage est coupée de rinceaux s'enroulant en sens opposés, comme à la Maison carrée de Nîmes.